# Wu Lei (Leichtathlet)
Wu Lei (* 9. Juli 1996) ist ein chinesischer Sprinter, der auf den 400-Meter-Lauf spezialisiert ist.

## Sportliche Laufbahn
Erste internationale Erfahrungen sammelte Wu Lei bei den Asienmeisterschaften 2019 in Doha, bei denen er mit der chinesischen 4-mal-400-Meter-Staffel mit neuem Landesrekord von 3:03,55 min die Silbermedaille hinter der Mannschaft aus Japan gewann.
2019 wurde Wu chinesischer Hallenmeister im 400-Meter-Lauf.

## Persönliche Bestzeiten
- 400 Meter: 46,17 s, 7. April 2019 in Zhaoqing
  - 400 Meter (Halle): 47,49 s, 19. März 2019 in Hangzhou